# Coney Island (Missouri)
Pour les articles homonymes, voir Coney Island (homonymie).
Coney Island est un village situé au sud du comté de Stone, dans le Missouri, aux États-Unis,. Il est incorporé en 1946.

## Démographie
Lors du recensement de 2010, le village comptait une population de 75 habitants. Elle est estimée, en 2016, à 70 habitants.

### Source de la traduction
- (en) Cet article est partiellement ou en totalité issu de l’article de Wikipédia en anglais intitulé « Coney Island, Missouri » (voir la liste des auteurs).